# Вилкун Микола Митрофанович
Микола Митрофанович Вилку́н (нар. 25 травня 1938, с. Левадівка Миколаївського району Одеської області) — художник театру, заслужений художник України, член Національної спілки художників України.

## Біографія
На початку після сьомого класу середньої школи с. Левадівка намагався вступити до Одеського художнього училища. На жаль, невдало, тому повернувся до Левадівки продовжувати шкільне навчання. Після десятого класу знову подав документи, але цього разу до Одеського театрально-художнього училища. Його закінчив з відзнакою, одержавши фах художника-бутафора. Охоче заглиблювався у складне функціонування театральних куліс: працював освітлювачем, виготовляв і монтував декорації. А щоб розвинути свої рисувально-живописні нахили, поступив на художньо-графічний факультет Московського поліграфічного інституту, який звкінчив у 1966 році (викл. А. Гончаров).
Член Національної спілки художників України з 1971 року.
Працював:
- у 1966–1971 роках — художником-постановником в Одеському театрі ляльок;
- у 1976–1977 роках — головним художником в Одеському українському музично-драматичному театрі;
- у 1977–1991 роках — викладачем Одеського театрально-художнього училища;
- у 1971–1976 та від 1991 року — головним художником Одеського ТЮГу;
- у 1991–1993 роках — головою правління Одеської організації Спілки художників України.

Головний художник Республіканського фестивалю мистецтв «Біла акація» (Одеса, 1979, 1981, 1983, 1985, 1987) та «Гуморини» (Одеса, 1973–1974, 1997–1998).

## Творчість
Микола Вилкун з роками засвідчував, що в кожній постановці є сильною ланкою колективного дійства. Про це свідчить багаторічна увага преси до його праці. Про нього писали режисери і мистецтвознавці Валерій Барановський, Володимир Голота, Євген Женін, Михайло Івницький, Вероніка Коваль, Микола Тараненко, журналісти Олена Ананьєва, Євген Голубовський, Фелікс Кохріхт, Володимир Рутківський.
Творча біографія митця постійно фіксувалася на сторінках «Вечерней Одессы».
На обговоренні першої персональної виставки Вилкуна один з його старших колег провидчо зауважив, що чітко вбачає в експозиції «боротьбу двох начал: театру і графіки». Через десятиліття ми переконуємося, наскільки плідними були ці поривання, злиття двох течій хисту. 2008 року вийшов альбом про Вилкуна — театрального художника. Наприкінці минулого року з'явилася книга-близнюк (принаймні, за авторською обкладинкою). Новий альбом — візитівка Вилкуна-графіка. Тут він і портретист, і анімаліст, і вишуканий пейзажист — найперше урбаністичного штибу.
Його колишні учні плідно працюють в театрах: Олександр Симоненко — головним художником в обласному театрі в Чернігові, Микола Данько — головним сценографом у Київському театрі ляльок. А Олег Литвинов став одним з найуспішніших книжкових графіків України.
Учасник обласних, респ.убліканських, всесоюзних, зарубіжних мистецьких виставок.
Персональні виставки в Одесі (1969, 1972, 1974, 1982, 1985, 1990, 1994, 1996, 2001).

##### Оформив вистави:
- «Нерозмінний карбованець» Є. Єлисєва (1967, Одес. театр ляльок);
- «Учень чарівника» В. Жалковської та Є. Бугайського (1974);
- «Година волі Божої» М. Лєскова (1994);
- «Ігрища на задньому дворі» Е. Мазія та «Одруження» М. Гоголя (обидві — 2002; усі — Одес. ТЮГ);
- «Сільва» (1975) та «Королева чардашу» (1985; обидві — Одес. театр муз. комедії ім. М. Водяного) І. Кальмана;
- «Безталанна» І. Карпенка-Карого (1976, Одес. укр. муз.-драм. театр ім. В. Василька);
- «Тривога» В. Петрашевича (1980, Одес. рос. драм. театр ім. А. Іванова);
- «Ніч на Івана Купала» М. Старицького (1990, Кіровогр. укр. муз.-драм. театр ім. М. Кропивницького);
- «Кайдашева сім'я» (1998), «Українські водевілі» (2003; обидві — Херсон. укр. муз.-драм. театр ім. М. Куліша);
- «Потрібен брехун» Д. Псафаса (2003), «Нелегалка» А. Крима (2004, 1-а премія Всеукр. фестивалю «Мельпомена Таврії», Херсон, 2004; обидві — Микол. укр. театр драми та муз. комедії).[2]

## Нагороди
- Звання "Заслужений художник України" (1993),